# Sorin Corpodean
Sorin Corpodean (* 29. März 1965) ist ein ehemaliger rumänischer Fußballschiedsrichter.

## Werdegang
Corpodean leitete bis zu seinem Karriereende nach der Saison 2008/09 Spiele in der rumänischen Liga 1. Er pfiff 1997, 2000 und 2006 insgesamt drei Mal das Finale der Cupa României.
Von 1997 bis 2009 stand Corpodean auf der Liste der FIFA-Schiedsrichter und leitete internationale Fußballspiele, darunter 14 Spiele in der Europa League und ein Spiel in der Champions League, mehrere Spiele in der EM- und WM-Qualifikation sowie diverse weitere Qualifikations- und Freundschaftsspiele. Bei der Junioren-Weltmeisterschaft 2001 in Argentinien pfiff Corpodean ein Gruppenspiel und ein Achtelfinale.
Corpodean wurde mehrfach mit Vorwürfen der Spielmanipulation und Bestechlichkeit konfrontiert und 2009 festgenommen.